# Les Grangettes
Les Grangettes település Franciaországban, Doubs megyében. Lakosainak száma 323 fő (2022. január 1.). Les Grangettes Oye-et-Pallet, Montperreux, Saint-Point-Lac és Malpas községekkel határos.

## Népesség
A település népességének változása:
| Lakosok száma | 93   | 144  | 169  | 207  | 271  | 276  | 278  | 298  | 308  | 323  |
|               | 1968 | 1982 | 1990 | 2006 | 2013 | 2015 | 2017 | 2019 | 2020 | 2022 |